# Richard Benjamin
Richard Samuel Benjamin, född 22 maj 1938 i New York i delstaten New York, är en amerikansk skådespelare och filmregissör. 1976 tilldelades han en Golden Globe Award för bästa manliga biroll, för sin roll i filmen The Sunshine Boys (1975).

## Filmografi i urval

### Skådespelare
- En galen hemmafrus dagbok (1970)
- Döden går ombord (1973)
- Westworld (1973)
- The Sunshine Boys (1975)
- Kärlek vid första bettet (1979)
- Galen i stålar (1979)
- Hur man fixar stålar utan att egentligen anstränga sig! (1980)
- First Family (1980)
- Harry bit för bit (1997)
- Pentagon Wars (1998)
- Ray Donovan (2014) (TV-serie)

### Regi
- Berusad av framgång (1982)
- City Heat (1984)
- Hem dyra hem (1986)
- Spioner i familjen (1988)
- Min fru är en utomjording (1988)
- Kärleksfeber (1990)
- Made in America (1993)
- Änka på låtsas (1996)
- The Pentagon Wars (1998)